# Гаць (Лодзинське воєводство)
Гаць (пол. Gać) — село в Польщі, у гміні Грабув Ленчицького повіту Лодзинського воєводства.
Населення — 46 осіб (2011).
У 1975-1998 роках село належало до Конінського воєводства.

## Демографія
Демографічна структура станом на 31 березня 2011 року:
|          | Загалом | Допрацездатний вік | Працездатний вік | Постпрацездатний вік |
| -------- | ------- | ------------------ | ---------------- | -------------------- |
| Чоловіки | 27      | 6                  | 18               | 3                    |
| Жінки    | 19      | 3                  | 8                | 8                    |
| Разом    | 46      | 9                  | 26               | 11                   |